# بيت جراح (أرحب)

تعديل مصدري - تعديل

بيت جراح هي إحدى قرى عزلة عيال عبد الله بمديرية أرحب التابعة لمحافظة صنعاء، بلغ تعداد سكانها 236 نسمة حسب تعداد اليمن لعام 2004.